# GNOME Do
GNOME Do (o simplement Do ) és un llançador d'aplicacions gratuït i de codi obert per a Linux creat originalment per David Siegel, i actualment mantingut per Alex Launi. Com altres llançadors d'aplicacions, permet cercar aplicacions i fitxers, però també permet especificar accions a realitzar als resultats de la cerca. GNOME Do permet trobar ràpidament diferents artefactes de l'entorn GNOME (aplicacions, contactes d'Evolution i Pidgin, adreces d'interès de Firefox, artistes i àlbums de Rhythmbox, etc.) i executar-hi les accions bàsiques (llançament, obertura, correu electrònic, xat, reproducció, etc.). etc.).
Tot i que està dissenyat principalment per a l'escriptori GNOME, funciona en altres entorns d'escriptori, com ara KDE.
GNOME Do es va inspirar en Quicksilver per a Mac OS X i en GNOME Launch Box.

## Docky

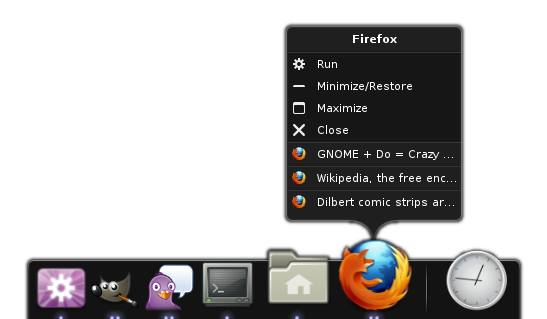
GNOME Do amb la interfície Docky

Docky és un tema per a GNOME Do que es comporta molt com el dock de Mac OS X. A diferència de la interfície tradicional de GNOME Do, Docky es pot configurar en un dels tres modes per amagar:
- None - Docky sempre és visible.
- Autohide - Docky normalment s'amaga i apareix quan el punter del ratolí arriba a la vora (no vista) de Docky a la vora inferior/superior de la pantalla.
- Intellihide - Docky s'amaga si se superposa a qualsevol finestra del grup de finestres actiu, però encara es pot mostrar amb el punter del ratolí tal com es descriu anteriorment.

- Cap - Docky sempre és visible.
- Autohide - Docky normalment s'oculta, i apareix quan

La funcionalitat estàndard Do encara està present a Docky i la tecla d'accés ràpid Do encara produirà el comportament esperat.
Docky 2 és una aplicació independent de GNOME Do. La integració amb GNOME Do està prevista per a Docky 2.